# Hausermühle (Kranenbach)
Die Hausermühle in der Gemeinde Schwalmtal war eine Wassermühle mit einem oberschlächtigen Wasserrad.

## Geographie
Die Hausermühle hatte ihren Standort am Kranenbach, An der Hausermühle, im Ortsteil Waldniel, in der Gemeinde Schwalmtal, im Kreis Viersen. Der Wasserspiegel des Kranenbachs lag in diesem Bereich bei 52 m über NN. Der Mühle vorgelagert war ein Weiher.
Die Pflege und Unterhaltung des Kranenbachs obliegt dem Schwalmverband, der in Brüggen seinen Sitz hat.

## Geschichte
Die Herren von Bocholtz, deren Stammsitz bei Lobberich war, besaßen seit dem 13. Jahrhundert am westlichen Ortsausgang von Waldniel ein Rittergut mit einem kleinen Kastell. Es hieß Brockerhof oder auch Haus Bocholtz. Zu ihnen gehörten drei Mühlen: die Lüttelforster Mühle, die Schierer- oder Vossenmühle und die Hausermühle hier unmittelbar beim „Haus“, daher deren Name. Es spricht alles dafür, dass sie ähnlich alt ist wie das Rittergut.
Die Hausermühle war stets eine Mahlmühle und wurde mit einem oberschlächtigen Wasserrad angetrieben. Das Kastell brannte 1708 ab und wurde nicht wieder aufgebaut. Übrig geblieben sind einige Wirtschaftsgebäude und die Mühle, die schon bald alle Anzeichen des Verfalls aufwies. Das baufällige Mühlenhaus wurde 1956 abgebrochen und der Weiher verfüllt. Nur der Straßenname erinnert noch daran, was hier einmal war. Im Zuge der Renaturierung des Kranenbaches ist an dieser Stelle ein Teich entstanden, der auch als Rückhaltebecken dient.

## Galerie

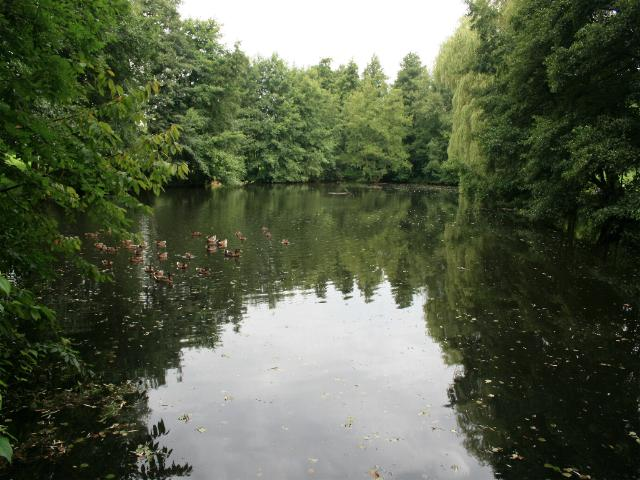
Teich als Rückhaltebecken